# Dorsum Owen
Der Dorsum Owen ist ein lunarer Dorsum auf der nordöstlichen Mondvorderseite in der Ebene des Mare Serenitatis, unmittelbar bei der Mondsenke des Aratus CA. Er ist ungefähr 50 Kilometer lang.
Er wurde 1976 nach dem walisischen Naturforscher George Owen benannt. 